# Coshocton
Coshocton (kəˈʃɔktən) ist eine City in und Verwaltungssitz von Coshocton County, Ohio, Vereinigte Staaten. Das U.S. Census Bureau ermittelte bei der Volkszählung 2020 eine Einwohnerzahl von 11.050.

## Geografie
Der Walhonding River und der Tuscarawas River treffen sich in Coshocton, um in den Muskingum River zusammenzufließen. Der Name bedeutet in der Sprache der Delaware-Indianer „Vereinigung der Wasser“.
In der Stadt befindet sich Roscoe, eine restaurierte Kanalsiedlung. Dieses am inzwischen wieder für touristische Fahrten instandgestellten Ohio-Erie-Kanal gelegene Dorf ist eine Touristenattraktion.

## Geschichte
Coshocton (damals noch unter dem Namen Tuscarawa) war vor der Besiedlung durch die Weißen der Hauptort der Lenni-Lenape-Indianer, die auch „Delaware“ genannt werden. Das Coshocton County wurde 1810 durch eine Abspaltung vom Muskingum County gegründet und die 1802 gegründete Siedlung wurde zur Kreisstadt. Den Namen Coshocton bekam die Stadt offiziell durch Beschluss der Legislative von Ohio im Jahr 1811.

Am 11. September 1950 ereignete sich im Bahnhof von Coshocton ein schwerer Eisenbahnunfall, bei dem 33 Menschen starben. 

## Persönlichkeiten
- Alan Abel (* 1930), Medienschaffender, der mit gefälschten Dokumentationen großes Aufsehen erregte.
- Robert Earl Brenly (* 1954), Footballspieler
- William Wallace Burns (1825–1892), Offizier im Amerikanischen Bürgerkrieg
- Alice Magaw (1860–1928), Narkoseschwester und Mitbegründerin der wissenschaftlichen Anästhesiologie
- William Green (1873–1952), Gewerkschafter und Politiker
- Edgar McNabb (1865–1894), Basketballspieler
- Noah Haynes Swayne (1804–1884), Richter am Supreme Court von 1862 bis 1881